# Hanakee
Hanakee est le nom d'un îlot rocheux près de la côte sud d'Hiva Oa dans l'archipel des Marquises, séparant la baie d'Atuona de Taʻa ʻOa.
La végétation de l'îlot est composée de quelques petits buissons et d'herbes.